# 5775 Inuyama
Az 5775 Inuyama (ideiglenes jelöléssel 1989 SP) a Naprendszer kisbolygóövében található aszteroida. Mizuno Josikane és Furuta Tosimasza fedezte fel 1989. szeptember 29-én.